# HS Produkt VHS
A VHS (Višenamjenska Hrvatska Strojnica - multifunkciós horvát géppuska) egy 5,56×45 mm NATO lőszert tüzelő bullpup kialakítású gépkarabély, melyet a horvát HS Produkt tervezett és gyártott. A VHS gépkarabélyt 2007-ben mutatták be először a iKA kiállításon, az évenkénti horvát innovációs kiállításon, melyet Károlyvárosban tartanak. A fegyver fejlesztését a horvát hadsereg által előírt kérelem által kezdték, mivel a hadseregnek szüksége volt egy új gyalogsági puskára, hogy katonái egyéni felszerelését NATO szabványra fejlessze.

## Leírás
A VHS gépkarabély gázüzemű fegyver, amely azonnali ütköző gázrendszert (direct impingement gas system) használ. A fegyvercső zárását többé-kevésbé hagyományos forgózárral biztosítják. A fegyver testét ütésálló polimerből készítették, a fegyvert pedig bullpup kivitelben tervezték. A kivető nyílás a fegyver jobb oldalán található, így a bal vállból való tüzelés problémás lehet. Az élesítő fogantyú a fegyver tetején található, melyet akármelyik oldalra el lehet húzni a kétkezes működtetés érdekében. A tűznemváltó kar a sátorvason belül található, az elsütőbillentyűvel szemben, és egy vertikális tengelyen forgatható körbe. Mikor az elsütőbillentyű irányába húzzuk, a fegyver akkor van bebiztosítva. Bal oldalra fordítva sorozatlövés, jobb oldalra fordítva egyeslövés üzemmódra állítható. A nyílt irányzékokat a nagy hordozófogantyúba integrálták, melyen több erősített pont található a Picatinny sín felrögzítésének céljából. Kiegészítő síneket is fel lehet szerelni a fegyver elejére. A teljes méretű VHS-D gépkarabélyokon a cső puskagránátvető adapterrel és szurony-foglalattal van felszerelve; a kompakt VHS-K gépkarabélyról ezeket elhagyták. Szabvány NATO (M16 típusú) tölténytárak használhatók hozzá.

## Történet

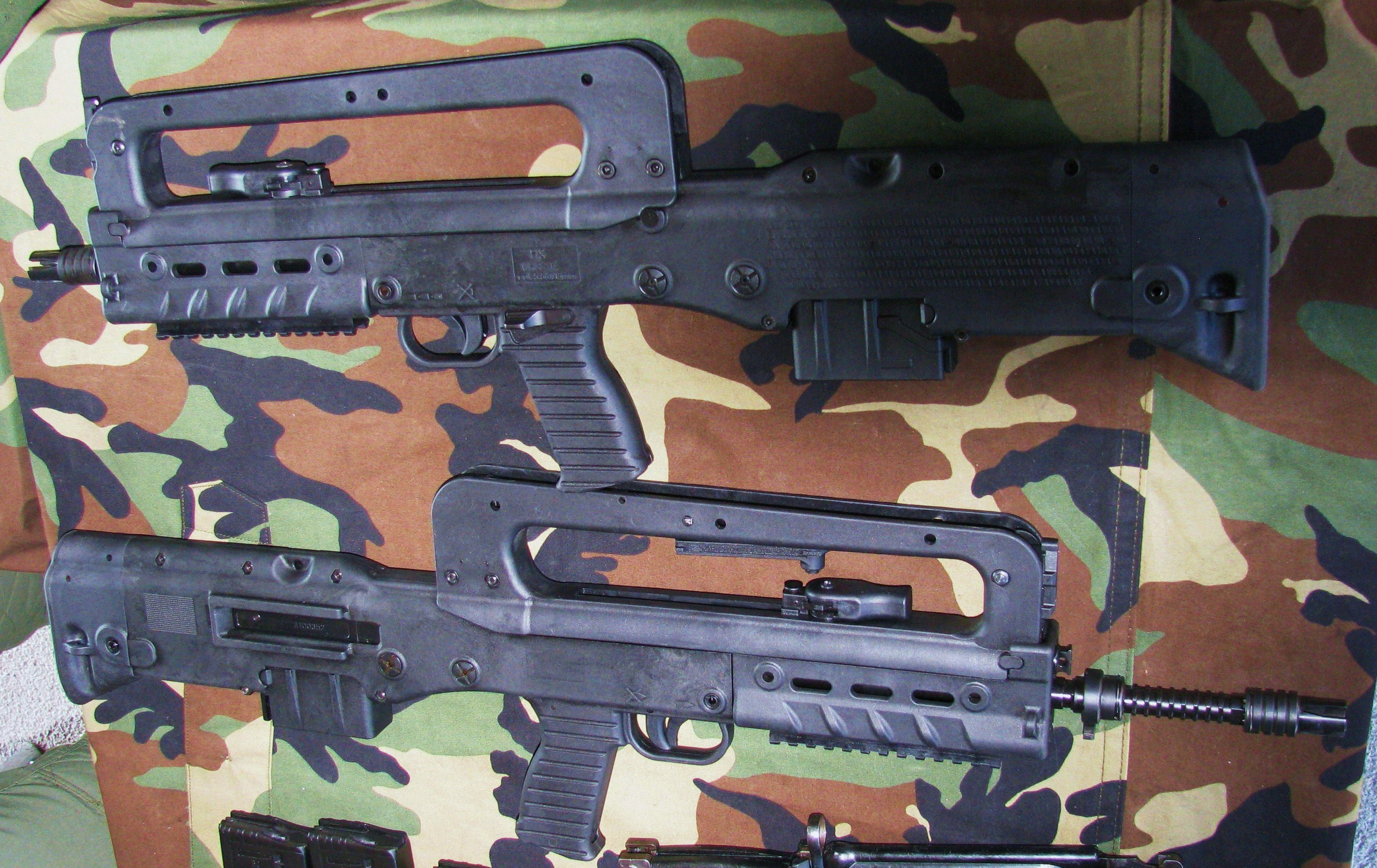
VHS-K (felső) és VHS-D (alsó)

Két prototípus készült a fegyverből: az egyik külsőleg majdnem megegyezik a francia FAMAS G2 gépkarabéllyal, a másik pedig nagyon hasonlít az IMI Tavor TAR–21 gépkarabélyra. A fegyver 750 mm hosszú, 500 mm hosszú csővel. Az építésnél sok polimert használtak, így a fegyver súlya 2,3-3 kg között van. A korai tervezet megnyerte az iKA innovációs díját egy érdekes jellemvonás miatt; a hűtőrendszer formájából adódóan visszanyeri a távozó gázok egy részét, melyek lövéskor keletkeznek, ezt visszatolja egy üres helyre, ami a zár mögött található; a ciklus alatt a zár visszapattan egy egyfajta "gázpárnáról", amely így ütközőként működik, drámaian lecsökkentve a visszarúgást.
2007 november 19-én a Horvát Védelmi Minisztérium elrendelte egy 50 fegyverből álló kísérleti sorozat gyártását, amelyet az Afganisztánban lévő ISAF kötelékben szolgáló horvát kontingens próbál majd ki. Más nemzetek, mint Kuwait és Venezuela is érdeklődik a fegyver után.
2008 november 24-én a HS Produkt bemutatta a végső változatát a VHS gépkarabélynak. Az első 40 gépkarabélyt legyártották tesztelés céljából. A teszteket a horvát hadsereg végezte 2009 első három hónapjában. Jól teljesített, így a horvát hadsereg további 2000 gépkarabélyt rendelt 2009-ben. A horvát hadsereg úgy tervezi, hogy 2012-re már 60000 VHS gépkarabéllyal fog rendelkezni, ezzel a típussal felváltva a különböző AKM származékokat, melyek jelenleg rendszerben állnak.
2009 május 12-én a Horvát Védelmi Miniszter, Branko Vukelić nyugtázta a tesztsorozatok pozitív végeredményét és május 15-én hivatalosan aláírtak egy szerződést a HS Produkttal, miszerint 1000 gépkarabélyt (mindkét változat) gyártanak le 10700 horvát kuna darabonkénti értékben.

## Fordítás
- Ez a szócikk részben vagy egészben  a   VHS assault rifle című angol Wikipédia-szócikk ezen változatának fordításán alapul.  Az eredeti cikk szerkesztőit annak laptörténete sorolja fel. Ez a jelzés csupán a megfogalmazás eredetét és a szerzői jogokat jelzi, nem szolgál a cikkben szereplő információk forrásmegjelöléseként.